# Hongqi HQE
Hongqi HQE — выпускающийся с 2009 года лимузин в стиле ретро марки Hongqi китайской компании FAW. Это первый люксовый автомобиль компании, оснащённый двенадцатицилиндровым двигателем.
Hongqi HQE эксплуатируется в качестве элитного транспортного средства для VIP-персон и высокопоставленных национальных чиновников. Штаб-квартира была назначена верховным главнокомандующим Ху Цзиньтао в рамках празднования 60-летия образования Китайской народной республики.
Серийно автомобиль выпускается с 2013 года под индексами L7 (с укороченной колёсной базой) и L9.

## Описание
Основанный на концепт-каре HQD, HQE полностью разработан компанией Hongqi. Кузов состоит из прямоугольной оцинкованной стальной секции с квадратными краями наружных панелей, установленных на шасси Toyota Land Cruiser Prado 120, а внешний вид содержит элементы китайского стиля. Стоимость автомобиля составляет более 3 000 000 юаней. Hongqi HQE разработан компанией FAW в Чунцине. В разработке автомобиля принимала участие компания Magna Steyr. Внешне автомобиль напоминает ГАЗ-21.

## Технические характеристики
Hongqi HQE приводится в движение двенадцатицилиндровым двигателем CA12VG рабочим объёмом 6,0 литра, мощностью 300 кВт (400 л. с.) при 5600 об/мин и крутящим моментом 550 Н·м при 4400 об/мин.